# یوگنی کورولف
یوگنی کورولف (به روسی: Евгений Королёв؛ زادهٔ ۱۴ فوریهٔ ۱۹۸۸) یک تنیس‌باز اهل روسیه است.